# Sasha Aneff
Sasha Alexander Aneff Medrano Rosso (26 giugno 1991) è un ex calciatore uruguaiano con passaporto bulgaro, di ruolo attaccante.

## Carriera

### Club
Durante la sua carriera ha giocato con il Defensor Sporting, squadra del suo Paese natale e con il Racing Montevideo collezionando in tutto 6 presenze senza nessuna realizzazione.

### Nazionale
Ha giocato nella nazionale uruguaiana Under-20.